# Dicranomyia praevia
Dicranomyia praevia är en tvåvingeart som först beskrevs av Alexander 1952.  Dicranomyia praevia ingår i släktet Dicranomyia och familjen småharkrankar. Inga underarter finns listade i Catalogue of Life.